# SpaceX Crew-1
SpaceX Crew-1 (cũng gọi là USCV-1 hay đơn giản là Crew-1) 
là chuyến bay vận hành có phi hành đoàn đầu tiên của tàu không gian Crew Dragon. Đây cũng là lần phóng tàu không gian vào ban đêm đầu tiên của Hoa Kỳ kể từ phi vụ STS-131 vào tháng 4 năm 2010. Tàu không gian Crew Dragon Resilience được phóng lúc 00:27:17 UTC ngày 16 tháng 11 năm 2020 trên một tên lửa Falcon 9 từ LC-39A của Trung tâm Vũ trụ Kennedy, mang theo các phi hành gia NASA Michael Hopkins, Victor Glover và Shannon Walker cùng phi hành gia của JAXA Soichi Noguchi, tất cả đều là thành viên của đoàn thám hiểm Expedition 64. Đây là chuyến bay quỹ đạo tổng thể thứ hai có phi hành đoàn của Crew Dragon.
Crew-1 là chuyến bay vận hành đầu tiên đối với Trạm vũ trụ Quốc tế trong chương trình phi hành thương mại. Ban đầu được NASA đặt tên là "USCV-1" vào năm 2012, ngày phóng đã bị trì hoãn nhiều lần so với ngày ban đầu là tháng 11 năm 2016. Chuyến bay vào không gian dự kiến kéo dài 180 ngày, đồng nghĩa với việc nó sẽ quay trở lại Trái Đất vào khoảng tháng 6 năm 2021. Resilience dự kiến sẽ trở về Trái Đất bằng cách hạ cánh trên biển để sử dụng lại cho một chuyến bay khác trong tương lai.

## Bối cảnh
Chuyến bay vận hành vào không gian đầu tiên trong Commercial Crew Program (Chương trình Phi hành đoàn Thương mại), ban đầu được NASA đặt tên là "USCV-1" (Phương tiện vận chuyển phi hành gia Hoa Kỳ, chuyến bay 1), ban đầu được người ta thông báo vào tháng 11 năm 2012, với ngày phóng dự kiến là tháng 11 năm 2016. Vào tháng 4 năm 2013, có thông báo rằng thời gian phóng sẽ bị trì hoãn một năm đến tháng 11 năm 2017. Sau đó, thời gian phóng bị trì hoãn tiếp sang năm 2019 và 2020, trong khi chờ đợi sự thành công của các chuyến bay trình diễn có người lái. Sau Crew Dragon Presentation Mission 2, Crew-1 dự kiến được phóng vào tháng 9 năm 2020; sự chậm trễ hơn nữa gây ra các hạn chế về mặt chuẩn bị là do đại dịch COVID-19 đang diễn ra đã tác động đến lịch trình luân chuyển phi hành đoàn ISS và các chuyến bay giao trang thiết bị lên trạm ISS, và sau đó là do lo ngại về sự cố với bộ tạo khí trên động cơ Merlin 1D.
Vào ngày 29 tháng 9 năm 2020, chỉ huy chuyến bay Michael Hopkins tiết lộ trong một cuộc họp báo của NASA rằng phi hành đoàn của tàu không gian này đã chọn làm lễ rửa tội cho nó tên là Resilience.
Do đại dịch COVID-19, Tổ hợp Du khách của Trung tâm Vũ trụ Kennedy chỉ cho phép một số người trực tiếp xem vụ phóng từ cơ sở KSC.

## Phi hành đoàn
Các phi hành gia NASA Michael S. Hopkins và Victor J. Glover được công bố là phi hành đoàn vào ngày 3 tháng 8 năm 2018. Phi hành gia của JAXA là Soichi Noguchi và phi hành gia thứ ba của NASA, Shannon Walker được bổ sung vào ngày 31 tháng 3 năm 2020 vào phi hành đoàn.

### Phi hành đoàn chính
1. Chỉ huy tàu vũ trụ: Michael S. Hopkins, NASA, Expedition 64, Chuyến bay vũ trụ thứ hai
2. Phi công: Victor J. Glover, NASA, Expedition 64, Chuyến bay vũ trụ đầu tiên
3. Chuyên gia sứ mệnh 1: Soichi Noguchi, JAXA, Expedition 64, Chuyến bay vũ trụ thứ ba
4. Chuyên gia sứ mệnh 2: Shannon Walker, NASA, Expedition 64, Chuyến bay vũ trụ thứ hai

### Đội dự phòng
1. Chỉ huy tàu vũ trụ: Kjell N. Lindgren, NASA, Chuyến bay vũ trụ thứ hai

## Chuẩn bị
Chiếc Falcon 9 cho sứ mệnh Crew-1 đã đến Cape Canaveral, Florida vào ngày 14 tháng 7 năm 2020. Tàu capsule C207 của Crew Dragon đã đến cơ sở lắp ráp của SpaceX ở Florida vào ngày 18 tháng 8 năm 2020. Vụ phóng thành công của phương tiện phóng Falcon 9 từ Trạm Không quân Cape Canaveral (CCAFS) vào ngày 5 tháng 11 năm 2020 là một cột mốc dẫn đến nhiệm vụ Crew-1. Falcon 9 đã triển khai thành công một GPS dẫn đường vệ tinh (GPS III-04) cho Hàng không Vũ trụ Hoa Kỳ (USSF) xác nhận rằng các kỹ sư đã giải quyết xong vấn đề với Merlin 1D là vấn đề đã dẫn đến sự trì hoãn nhiệm vụ GPS và chuyến bay Crew-1.
Phi hành đoàn đến Trung tâm Vũ trụ Kennedy qua máy bay phản lực Gulfstream của NASA vào ngày 8 tháng 11 năm 2020 lúc 13:53 UTC. Một cuộc Đánh giá Sẵn sàng bay (FRR) do các quan chức NASA triệu tập đã được lên lịch vào ngày 10 tháng 11 năm 2020, nhằm thảo luận về các vấn đề kỹ thuật chưa được giải quyết, xem xét tình trạng chuẩn bị phóng và phê duyệt cho các đội tiến hành nhiệm vụ Crew-1. Falcon 9 và Crew Dragon đang ở Khu liên hợp Khởi động Trung tâm Vũ trụ Kennedy 39A kể từ ngày 9 tháng 11 năm 2020. Các quan chức NASA đã chấp thuận vào ngày 12 tháng 11 năm 2020 để SpaceX bắt đầu các chuyến bay luân chuyển thường xuyên của phi hành đoàn đến Trạm Vũ trụ Quốc tế (ISS), báo hiệu chuyển đổi từ phát triển sang hoạt động cho phi thuyền Crew Dragon do con người sắp xếp. Phương tiện phóng được nâng lên vị trí thẳng đứng trên bệ để bắn thử các động cơ chính Merlin-1D vào ngày 11 tháng 11 năm 2020 lúc 20:49 UTC. Một buổi diễn tập trang phục khô (DDR) vào ngày 12 tháng 11 năm 2020 cho thấy phi hành đoàn mặc bộ quần áo áp lực và leo lên Resilience. SpaceX đã tiến hành đánh giá mức độ sẵn sàng phóng (LRR) vào ngày 13 tháng 11 năm 2020.

## Sứ mệnh
Vào ngày 15 tháng 11 năm 2020, các công việc chuẩn bị trước khi ra mắt cuối cùng đã được hoàn tất. Cửa sập của Crew Dragon Resilience đã được đóng vào lúc 22:32 UTC, nhưng đã được mở lại trong thời gian ngắn sau khi áp suất giảm nhẹ được ghi nhận. Khắc phục sự cố xung quanh seal của cửa sập đã dẫn đến việc phát hiện ra một lượng nhỏ các mảnh vỡ vật thể lạ (FOD) trong seal. Cửa sập sau đó đã được đóng lại và những người điều khiển sứ mệnh tiến hành đếm ngược. Không có thêm lo ngại nào được ghi nhận và vào ngày 16 tháng 11 năm 2020 lúc 00:27:17 UTC, Resilience đã được dỡ bỏ thành công. Tên lửa đẩy giai đoạn đầu Falcon 9 của nó là SN B1061 đã hạ cánh xuống tàu bay không người lái tự hành "Just Read the Instructions". Các phi hành gia đã đi vào quỹ đạo ổn định sau khoảng 9 phút. Đối với nhiệm vụ này, phi hành đoàn đã chọn một món đồ chơi sang trọng của Baby Yoda từ The Mandalorian làm chỉ số Zero-G. Phi hành đoàn được đánh thức vào ngày thứ hai của chuyến bay với bài "In the Air Tonight" của Phil Collins.
Resilience được gắn kết vào Bộ điều hợp Gắn kết Quốc tế (IDA) trên mô-đun Harmony vào ngày 17 tháng 11 năm 2020 lúc 04:01 UTC. Trong suốt quá trình thực hiện sứ mệnh, bốn phi hành gia sẽ sống và làm việc cùng với ba phi hành gia của sứ mệnh Soyuz MS-17. Cùng với nhau, hai nhiệm vụ sẽ tạo thành  ISS Expedition 64. Giả định lịch trình luân chuyển của phi hành đoàn ISS thường xuyên được tuân thủ, phi hành đoàn sẽ chuyển sang Expedition 65 sau sự khởi hành của Soyuz MS-17, hiện được lên kế hoạch vào tháng 4 năm 2021.
Phạm vi của ISS Expedition 64 Russian Spacewalk # 47 (Sergey Ryzhikov, Sergey Kud-Sverchkov; đi bộ ngoài không gian dự kiến bắt đầu lúc 14:30 UTC và sẽ kéo dài khoảng sáu giờ).